# Bulhar (Lučenec)
Bulhar es un municipio del distrito de Lučenec en la región de Banská Bystrica, Eslovaquia, con una población estimada a final del año 2024 de 347 habitantes.
Se encuentra ubicado en el centro-sur de la región, en el valle del río Ipoly —un afluente izquierdo del Danubio— y cerca de la frontera con Hungría.

## Demografía
| Año        | 1994 | 2004    | 2014     | 2024    |
| ---------- | ---- | ------- | -------- | ------- |
| Población  | 292  | 287     | 318      | 347     |
| Diferencia |      | −1,71 % | +10,80 % | +9,11 % |

| Año        | 2023 | 2024    |
| ---------- | ---- | ------- |
| Población  | 335  | 347     |
| Diferencia |      | +3,58 % |